# Надъярное (Сумская область)
Надъя́рное (укр. Над'ярне) — село,
Севериновский сельский совет,
Сумский район,
Сумская область,
Украина.
Код КОАТУУ — 5924786907. Население по переписи 2001 года составляло 25 человек.

## Географическое положение
Село Надъярное находится в балке Могильный Яр по которой протекает ручей с большой запрудой.
Ниже по течению ручья на расстоянии в 1,5 км расположено село Николаевка.

## Происхождение названия
На территории Украины 2 населённых пункта с названием Надъярное.

## История
- В 1945 г. Указом Президиума ВС УССР хутор Панфедоровка Вторая переименован в Надъярный[2].